# Os Farofeiros 2
Os Farofeiros 2 é um filme de comédia brasileiro dirigido por Roberto Santucci, produzido pela Camisa Listrada e Globo Filmes, escrito por Paulo Cursino, e estrelado por Maurício Manfrini, Cacau Protásio, Antônio Fragoso, Charles Paraventi, Nilton Bicudo, Aline Campos, Elisa Pinheiro, Danielle Winits. É uma sequência do filme Os Farofeiros de 2018. O filme levou 1.9 milhão de pessoas aos cinemas.

## Sinopse
Nesta nova aventura, os colegas de trabalho Alexandre, Lima, Rocha e Diguinho, junto com suas famílias, enfrentam uma nova roubada: uma viagem para a Bahia oferecida pela empresa. Entre problemas e imprevistos hilários, a tão sonhada viagem em família acaba se tornando um verdadeiro desastre.

## Elenco
- Maurício Manfrini como Paulo "Lima" Gonçalves Lima
- Cacau Protasio como Jussara Ferrari de Lima
- Danielle Winits como Renata Salomão
- Antônio Fragoso como Alexandre "Alê" Salomão
- Charles Paraventi como Pedro "Rocha" Pereira Rocha
- Elisa Pinheiro como Vanete Pereira Rocha
- Nilton Bicudo como Rodrigo "Diguinho" dos Santos Pena
- Aline Campos como Ellen dos Santos
- Marcos Pitombo como Marcos Paulo "Marquinhos"
- Alice Borges como Diretora Elizângela
- Sulivã Bispo como Darcy Alves
- Evaldo Macarrão como Edvan Alves
- Aldo Perrota como Professor Geraldo
- Pedro Farah como motorista de ônibus
- Mariana Moura como Kellen
- Alice Palmar como Karolayne Ferrari de Lima
- Gustavo Costa como Enzo "Pitoco" Ferrari de Lima
- Alice Camargo como Isabela "Bebela" Salomão
- Guilherme Tavares como Fábio "Fabinho" Salomão
- Bella Roberth como Cristina "Tininha" Salomão
- Ana Cecília Banal como Anita Pereira Rocha